# Bogatynia
Bogatynia ( [bɔɡaˈtɨɲa] ⓘ; tysk: Reichenau in Sachsen) er en by i Zgorzelec-distriktet i voivodskabet Nedre Schlesien i det sydvestlige Polen. I december 2021 havde byen en befolkning på 16.460 personer.
Ordet bogaty betyder en rig person på polsk og er et oversættelseslån fra byens oprindelige tyske navn Reichenau (reich: "rig").
Byens to vigtigste virksomheder er Turów-kulminen og det tilhørende kraftværk Elektrownia Turów. Det kulfyrede kraftværk har skabt problemer i forhold til nabolandet Tjekkiet, der har anlagt og vundet en sag ved EU-domstolen begrundet i luftforureningen fra nabolandet Polen.

## Kendte beboere
- Johann Hübner (1668–1731), tysk geograf og lærd
- Johann Gottfried Schicht, komponist (1753-1823)
- Ernst Friedrich Apelt, filosof (1812-1859)
- Werner Dittrich (født 1937), tysk vægtløfter
- Gerhard Richter (født 1932), tysk kunstner